# Damas clavus
Damas clavus är en fjärilsart som beskrevs av Herrich-Schäffer 1869. Damas clavus ingår i släktet Damas och familjen tjockhuvuden. Inga underarter finns listade i Catalogue of Life.